# أوغستا ويبستر
أوغوستا ويبستر (بالإنجليزية: Augusta Webster)‏ (30 يناير 1837 - 5 سبتمبر 1894) وُلدت في بول، منطقة دورسِت الانكليزية. اسمها جوليا أوغستا ديفيس، وهي شاعرة إنجليزية، كاتبة مسرحية، ومترجمة. أوغستا هي ابنة نائب الأدميرال البحري جورج ديفيس وأمها جوليا هيوم. أمضت سنوات عمرها الأولى على متن السفينة التي كان يتمركز فيها والدها، والمعروفة باسم ذاغريبر. تعلمت أوغستا اللغة اليونانية واستغرقتها الدراما اليونانية. أتمت تعليمها في كلية كامبريدج للفنون وهناك نشرت مجموعتها الشعرية الأولى في عام 1860 باسم مستعار هو سيسيل هومز.  

## روابط خارجية
- أوغستا ويبستر على موقع الموسوعة البريطانية (الإنجليزية)